# Hyun Jin-geon
Hyun Jin-geon (2 de septiembre de 1900 - 25 de abril de 1943) fue un escritor coreano.

## Biografía
Hyun Jin-geon nació en Daegu, Corea, en 1900 (hay dos posibles fechas de nacimiento: 2 de septiembre y 9 de agosto). Su educación fue internacional: fue a una escuela de bachillerato en Tokio y estudió alemán en la Universidad Shanghái Hogang en China. En China, Hyun Jin-geon y sus compañeros escritores Lee Sangwha y Baek Giman publicaron una revista literaria llamada Geohwa (Llamarada). Empezó su carrera como escritor de ficción con "Flor sacrificada" (Huisaenghwa), publicada en Gaebyeok (Génesis) en noviembre de 1920. El cuento no tuvo un recibimiento favorable, pero los siguientes relatos fueron recibidos mejor. Se ganó la reputación de ser un escritor realista con "Mi mujer pobre" (Bincheo) y "La sociedad que invita a beber" (Sul gwonhaneun sahoe), ambas publicadas en 1921. En 1922, con Park Jonghwa, Hong Sayong, Park Yeonghui y Na Dohyang creó la revista literaria Baekjo (Cisne blanco). Después de seis años de escribir ficción, empezó a trabajar como periodista para los diarios Chosun Ilbo, Shidae Ilbo y Dong-a Ilbo. En 1940 volvió a escribir y publicó de forma periódica Heukchisangji, una novela sobre el general de Baekje que luchó contra los invasores chinos de Tang. Esto no les pareció correcto a los censores japoneses y no pudo completar la obra. Falleció el 21 de marzo de 1943.

## Obra
Hyun Jin-geon se dedicó a escribir obras realistas. Como se aprecia en "Un día de suerte" (Unsu joeun nal), rechazó la forma confesional de la narración en primera persona y escribió en tercera persona para describir la vida de un modo vívido y objetivo. Trabajando de esta manera escribió algunas de sus obras más conocidas: "El fuego" (Bul), "La supervisora B y la carta de amor" (B-sagamgwa leobeu leteo) y "El pueblo natal" (Gohyang). En 1931 publicó su última obra de ficción "El ladrón torpe" y empezó a escribir largas novelas históricas, como El ecuador (Jeokdo), La pagoda sin sombra (Muyeong tap) y Heukchisangji.

## Obras en coreano
Recopilaciones de relatos
- Rostros de Corea (1926)
- El depravado (Tarakja)
- Niebla que despunta (Jisaeneun angae)
- Caras de Joseon (Joseonui eolgol)
- Selección de relatos de Hyeon Jin-geon (Hyeon Jin-geon danpyeonseon)

Libros de viaje
- El peregrinaje de Dangun (Dangun seongjeok sullye)

Novela históricas
- El ecuador (Jeokdo)
- La pagoda sin sombra (Muyeong tap)
- Heukchisangji